# Dreyer & Reinbold Racing
Dreyer & Reinbold Racing is een Amerikaans raceteam dat deelneemt aan de IndyCar Series. Het werd in 2000 opgericht door onder meer de voormalig Amerikaanse coureur Robbie Buhl. Hij was de eerste jaren ook de rijder van het team. Hij won de allereerste race waar het team aan deelnam, de eerste ronde van het IndyCar seizoen van 2000 op de Walt Disney World Speedway in Orlando, Florida. Dat was tot nog toe de enige overwinning die het team kon boeken. De Britten Darren Manning en Mike Conway reden voor het team tijdens het seizoen van 2009.

## Coureurs
- Robbie Buhl (2000-2004)
- Steve Knapp (2000)
- Sarah Fisher (2002-2003, 2006-2007)
- Memo Gidley (2002)
- Buddy Lazier (2004, 2006)
- Felipe Giaffone (2004)
- Jeff Bucknum (2005)
- Roger Yasukawa (2005, 2007, 2009)
- Al Unser Jr. (2006)
- Ryan Briscoe (2006)
- Buddy Rice (2007-2008)
- Townsend Bell (2008, 2015)
- Milka Duno (2008)
- Mike Conway (2009)
- Darren Manning (2009)
- Justin Wilson (2010-2011)
- Mike Conway (2010)
- Bia Figueiredo (2010)
- Oriol Servià (2012)
- Sage Karam (2014; 2016-2022)
- Graham Rahal (2010, 2023)
- J.R. Hildebrand (2010; 2018-2019)
- Stefan Wilson (2023)
- Santino Ferrucci (2022
- Ryan Hunter-Reay (2023)